# Hogneau
Der Hogneau ist ein Fluss in Frankreich, in der Region Hauts-de-France (Département Nord) und in Belgien, in der Region Wallonien (Provinz Hennegau). 

## Verlauf
Er entspringt im südwestlichen Gebiet der französischen Gemeinde La Longueville, im Regionalen Naturpark Avesnois und entwässert generell Richtung Nordwest. Bei Gussignies erreicht er belgisches Hoheitsgebiet, wo er mit dem Namen Grande Honnelle bezeichnet wird. Er verbleibt etwa elf Kilometer auf belgischen Boden und erreicht bei Crespin, im Regionalen Naturpark Scarpe-Schelde, wieder französisches Gebiet und mündet nach insgesamt rund 38 Kilometern im Gemeindegebiet von Thivencelle als linker Nebenfluss in die Haine, die hier zum Canal de Pommerœul à Condé ausgebaut ist.

## Orte am Fluss
(Reihenfolge in Fließrichtung)
- La Longueville
- Taisnières-sur-Hon
- Hon-Hergies
- Houdain-lez-Bavay
- Bellignies
- Gussignies
- Honnelles (Belgien)
- Quiévrain (Belgien)
- Crespin
- Thivencelle